# Un lungo weekend (film 2021)
Un lungo weekend (Long Weekend) è un film del 2021 diretto da Steve Basilone.
Un uomo con dei problemi incontra una donna che si presenta come una viaggiatrice nel tempo e, sfidando il senso comune, si creerà un legame sentimentale che, per quanto effimero, lascerà qualcosa di duraturo.

## Trama
Bart, in meno di un anno, ha perso la madre morta per un cancro, è stato lasciato dalla fidanzata, ha avuto una crisi di nervi da cui sta uscendo dopo opportune terapie e fatica a tirare avanti tanto che deve lasciare la casa che aveva in affitto e accettare un brutto lavoro.
Al termine del weekend si trasferirà a casa dell'amico Doug, che ha una moglie e due figli ma anche un grande garage che mette completamente a sua disposizione.
Sull'orlo di una depressione, Bart prende una bottiglia di whisky e va al cinema a vedere un vecchio film. Si addormenta e quando la sala è ormai vuota, una ragazza si avvicina per svegliarlo. Si chiama Vienna e i due fanno amicizia, passano una bella serata e finiscono anche a letto insieme.
A Bart non sembra vero di aver trovato una ragazza così perfetta, sebbene mostri delle stranezze. Gira con un gran quantitativo di contanti e non ha il cellulare. Doug cerca di metterlo in guardia ma Bart esce di nuovo con Vienna. Si apre a lei ma quando scopre che ha ancora più denaro contante di quanto avesse visto il giorno precedente, pretende che lei gli dica tutta la verità, perché qualche spiegazione è necessaria.
Dopo lunga titubanza Vienna accetta e svela a Bart di venire dal 2052. Essendo divenuti possibili brevi viaggi nel tempo, lei che è una funzionaria governativa, si è presa una licenza per una questione personale. Per poter guarire la madre malata di cancro, ha infatti deciso di tornare nel passato per comprare azioni di aziende che si affermeranno, in modo da guadagnare il necessario per la sua finalità assolutamente benefica.
Per quanto sembri inverosimile, Bart le crede, ma quando racconta i fatti a Doug, questi teme che l'amico stia per cacciarsi nei guai.
Bart, allertato, si gode un altro giorno con l'amata Vienna che è consapevole come lui, che la loro storia dovrà interrompersi presto. Forse anche per questo ha degli sbalzi di umore che preoccupano Bart che dunque fa tesoro dei suggerimenti dell'amico e porta la ragazza in ospedale, per una visita psichiatrica.
Quando lei sta per entrare a visitarsi, Bart perde sangue dal naso e sviene.
Qualche giorno più tardi si risveglia con la testa fasciata e l'amico Doug, accanto a lui, gli spiega che è stato operato di un tumore al cervello, completamente rimosso giusto in tempo. Bart chiede di Vienna e Doug gli spiega che per quanto possa sembrare strano, lei è stato un frutto della sua mente, alterata dal tumore. Bart non si dà pace ma di Vienna non è rimasta alcuna traccia.
Tornato alla normalità, un giorno, facendo il bancomat, Bart scopre di avere una cifra enorme nel suo conto, che era a secco. Si reca allora nella banca in cui Vienna gli aveva fatto aprire una cassetta di sicurezza per custodire le azioni che le servivano nel futuro. E lì può constatare che la ragazza era effettivamente reale e gliene ha lasciato prova, rasserenandolo. In definitiva lei si è servita di lui, ma gli ha anche salvato la vita e ha compensato il doloroso distacco con un lascito che gli sarà di grande aiuto.